# Neufeldsee
Der Neufeldsee ist ein See bei Alzenau im unterfränkischen Landkreis Aschaffenburg in Bayern.

## Beschreibung
Der Neufeldsee liegt am Unterwald zwischen Kahl am Main und Alzenau, auf der Gemarkung von Wasserlos. Er befindet sich im Prischoß in der Nähe der Gemeindegrenze zu Kahl am Main, direkt am Kahltal-Spessart-Radweg.
Der etwa zehn Hektar große See gehört zu den Vorspessartseen, die wiederum ein Teil der Kahler Seenplatte sind. Vom Neufeldsee besteht ein Überlauf zum angrenzenden Nachtweidesee.
Am östlichen Ufer liegt ein Bereich des Naturschutzgebiets Alzenauer Sande und dahinter verläuft die Bundesautobahn 45. Der Neufeldsee ist nicht komplett umzäunt und frei zugänglich. Im See ist das Baden verboten.